# کنستانتین خرینوف
‏
کنستانتین کنستانتینویچ خرینوف (به روسی: Игорь Евгеньевич Иродов) مهندس و مخترع روسی بود. شهرت او بیشتر از جوشکاری زیر آب ناشی می‌شود. او اکثر عمر خود را به تکنیک‌های جوشکاری و ابزارآلات آن اختصاص داد.

## زندگی‌نامه
او در سال ۱۸۹۴ و در بوروفسک، امپراتوری روسیه به دنیا آمد، که هم‌اکنون در استان کالوگا قرار دارد. در سال ۱۹۱۸ از دانشگاه الکتروتکنیکال سنت پطرزبورگ فارغ‌التحصیل شد و بین سال‌های ۱۹۲۵و۱۹۲۱ به تحقیق و استادیاری در همین دانشگاه ادامه داد. بین سال‌های ۱۹۲۸و ۱۹۴۷ در مؤسسه مهندسی الکترومکانیکال مسکو تدریس کرد و در ۱۹۳۳ استاد تمام شد. همچنین بین سال‌های ۱۹۳۱و ۱۹۴۷ در دانشگاه دولتی فنی باومان مسکو به تدریس پرداخت. در اواخر دههٔ چهل میلادی به اوکراین رفت و تا آخر عمر در موسساتی همچون مؤسسه جوشکاری الکتریکی، مؤسسه مکانیک سازه، مؤسسه پلی‌تکنیک کی‌یف به تدریس پرداخت.

## دستاوردها
کنستانتین بیشتر عمر خود را صرف ابداع تکنیک‌های جوشکاری و دانش مربوط به آن اختصاص داد. او مبدع تکنیک‌های همچون جوشکاری زیرآب و برش فلزات زیر آب، برش پلاسما و … می‌باشد. اولین موفقیت او طراحی الکترود برای جوشکاری زیرآب در سال ۱۹۳۲می‌باشد. تست‌های موفقیت‌آمیز این روش با موفقیت در همان سال و در دریای سیاه انجام شد و این روش به سرعت در تعمیر فعالیت‌های زیرآبی رواج پیدا کرد.